# Kênh đào Kłodnica
Kênh Kłodnicki (tiếng Ba Lan: Kanał Kłodnicki) là một con kênh đào chạy dọc theo sông Kłodnica ở Upper Silesia, Ba Lan giữa sông Oder và Gliwice. Được xây dựng khi lãnh thổ là một phần của Phổ Silesia, ban đầu nó được gọi là Kênh Klodnitz (tiếng Đức: Klodnitzkanal).
Được thiết kế bởi John Baildon, một kỹ sư đến từ Scotland và Friedrich Wilhelm von Reden, Giám đốc Văn phòng khai thác cao ở Breslau (Wrocław), kênh đào được xây dựng từ năm 1792 đến năm 1812. Nó có chiều dài khoảng 46 km (29 mi) và chênh lệch độ cao khoảng 49 mét (161 ft). Bởi vì Kłodnica (Klodnitz) không thể điều hướng được, nên cần có một kênh đào để vận chuyển cho việc khai thác than và khai thác quặng, cũng như ngành luyện kim ở khu vực Thượng Silesia.
Độ sâu của kênh và thiết kế của âu tàu cho phép sử dụng các tàu có tải trọng lên tới 50 tấn. Tuy nhiên, việc xây dựng các công trình giao thông đường sắt kết nối các bờ biển Thượng Silesian đã làm xói mòn tầm quan trọng của đường thủy. Khối lượng hàng hóa trên kênh vào năm 1847 là 70.000 tấn, nhưng lô hàng giảm xuống chỉ còn 4.400 tấn vào năm 1865. Giữa năm 1888 và 1893, kênh đã được dự thảo mở rộng để cho phép các tàu thuyền tải trọng lên tới 100 tấn và 1,2 mét (3,9 ft). Tuy nhiên, đường thủy không lấy lại được tầm quan trọng của nó.
Cơ sở của Kênh Klodnitz đã được thay thế bằng Kênh Gleiwitz (Gliwice), được xây dựng từ năm 1935-1939. Lãnh thổ trở thành một phần của Ba Lan vào năm 1945 sau Thế chiến II.